# سولاوسي
سولاوسي، هي واحدة من أربع الجزر سوندا الكبرى. تحكمها إندونيسيا. الجزيرة الحادية عشرة الأكبر في العالم، تقع شرق بورنيو، غرب جزر مالوكو، وجنوب مينداناو وأرخبيل سولور. داخل إندونيسيا، فقط سومطرة وبورنيو وبابوا أكبر مساحة في الأراضي، وفقط جاوة وسومطرة لديها عدد أكبر من السكان.
تشمل مساحة جزيرة سولاويسي أربعة أجزاء : شبه جزيرة ميناهاسا الشمالية؛ شبه الجزيرة الشرقية؛ شبه الجزيرة الجنوبية؛ وشبه الجزيرة الجنوبية الشرقية. ثلاثة خلجان تفصل بين شبه الجزيرة: خليج توميني بين شمال مينهاسا وشبه الجزيرة الشرقية. خليج تولو بين شبه الجزيرة الشرقية والجنوبية الشرقية؛ وخليج العظام بين شبه الجزيرة الجنوبية والجنوبية الشرقية. يمتد مضيق ماكاسار على طول الجانب الغربي للجزيرة ويفصل الجزيرة عن بورنيو.
في أغسطس 2019، أعلن الرئيس الإندونيسي جوكو ويدودو عن خطة لنقل عاصمة إندونيسيا من جاكرتا إلى موقع تم إنشاؤه حديثًا في مقاطعة شرق كليمانتان في بورنيو.

## أصل الكلمة
ربما يأتي اسم سولاويسي من الكلمتين سولا («الجزيرة») وبيسي («الحديد») وقد يشير إلى التصدير التاريخي للحديد من رواسب الحديد الغنية ببحيرة ماتانو. أصبح الاسم شائع الاستخدام في اللغة الإنجليزية بعد الاستقلال الإندونيسي.
أطلق المستكشفون البرتغاليون اسم سيليبس على الجزيرة. في حين أن ترجمتها المباشرة غير واضحة، يمكن اعتبارها ترجمة برتغالية للاسم الأصلي «سولاويسي».

## جغرافيا
سولاويسي هي أكبر جزيرة في العالم الحادي عشر، تغطي مساحة 174.600 كيلومتر مربع (67413 ميل مربع). الجزء الأوسط من الجزيرة جبلي وعر، بحيث أن شبه جزيرة الجزيرة كانت تقليديا بعيدة عن بعضها البعض، مع وصلات أفضل عن طريق البحر منها عن طريق البر. الخلجان الثلاث التي تقسم شبه جزيرة سولاويسي، من الشمال إلى الجنوب، هي توميني وتولو وبوني. وهي تفصل بين شبه الجزيرة الشمالية وشبه الجزيرة الشرقية والجنوب الشرقي وشبه الجزيرة الجنوبية.
يمتد مضيق ماكاسار على طول الجانب الغربي من الجزيرة. يحيط بالجزيرة بورنيو من الغرب، والفلبين من الشمال، وجزر الملوك من الشرق، وفلوريس وتيمور من الجنوب.

### الجزر الصغرى
تشكل جزر سيلايار شبه جزيرة تمتد جنوبًا من جنوب غرب سولاويسي إلى بحر فلوريس وهي جزء إداريًا من سولاويسي. تمتد جزر سينغيه وجزر تالاود شمالًا من الطرف الشمالي الشرقي لسولاويسي، بينما تقع جزيرة بوتون وجيرانها قبالة شبه الجزيرة الجنوبية الشرقية، وتقع جزر توجيان في خليج توميني، وتشكل جزيرة بيلينغ وجزر بانجاي مجموعة بين سولاويزي ومالوكو. جميع الجزر المذكورة أعلاه، والعديد من الجزر الصغيرة هي إداريًا جزء من مقاطعات سولاويسي الست.

## جيولوجيا
تنحدر الجزيرة من شواطئ أعماق البحار المحيطة بالجزيرة إلى منطقة داخلية جبلية عالية، معظمها غير بركانية. تم العثور على البراكين النشطة في شمال شبه جزيرة مينهاسا، وتمتد شمالًا إلى جزر سينغيه. تحتوي شبه الجزيرة الشمالية على العديد من البراكين النشطة مثل جبل لوكون وجبل أوو وسوبوتان وكارانجيتانج.
وفقًا لعمليات إعادة بناء الألواح، يُعتقد أن الجزيرة قد تشكلت نتيجة اصطدام تضاريس من الصفيحة الاوراسية (التي تشكل الغرب والجنوب الغربي) ومن الصفيحة الأسترالية (التي تشكل الجنوب الشرقي وبانغاي)، مع أقواس الجزيرة سابقًا في المحيط الهادئ (تشكيل شبه الجزيرة الشمالية والشرقية). بسبب أصولها التكتونية العديدة، فإن العديد من الصدوع تخرب الأرض، ونتيجة لذلك فإن الجزيرة عرضة للزلازل.
سولاويسي، على عكس معظم الجزر الأخرى في المنطقة الجغرافية الحيوية في والاسيا، ليست محيطية حقًا، ولكنها جزيرة مركبة في مركز منطقة الاصطدام بين آسيا وأستراليا. كانت أجزاء من الجزيرة مرتبطة سابقًا إما بالهامش القاري الآسيوي أو الأسترالي وتم فصلها عن هذه المناطق بواسطة عمليات بديلة. في الغرب، أدى افتتاح مضيق ماكاسار إلى فصل غرب سولاويسي عن سوندالاند في العصر الأيوسيني ج. 45 ميا. في الشرق، المنظر التقليدي لتصادمات أجزاء متعددة من القارات الصغيرة مقطوعة من غينيا الجديدة مع حافة بركانية نشطة في غرب سولاويسي في أوقات مختلفة منذ أوائل العصر الميوسيني ج. تم استبدال ميا 20 مؤخرًا بالفرضية القائلة بأن التجزئة التمددية قد أعقبت تصادمًا واحدًا من العصر الميوسيني لغرب سولاويسي مع سولا سبور، الطرف الغربي لحزام مطوي قديم من أصل فاريسكان في أواخر حقب الحياة القديمة.

## عصور ما قبل التاريخ

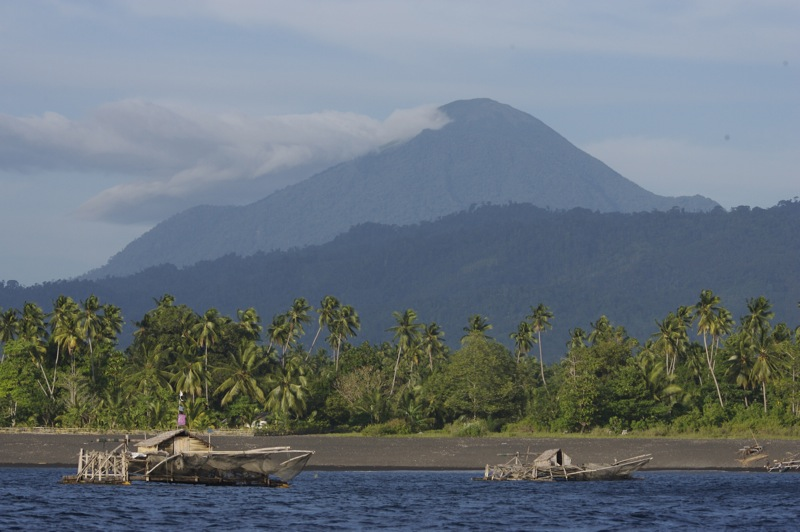
جبل تونغكوكو هو بركان في شمال سولاويزي

قبل أكتوبر 2014، تم تأريخ مستوطنة جنوب سولاويسي من قبل الإنسان الحديث إلى ج. 30000 قبل الميلاد على أساس تواريخ الكربون المشع التي تم الحصول عليها من الملاجئ الصخرية في ماروس. لم يتم العثور على أي دليل سابق على وجود احتلال بشري في تلك المرحلة، ولكن الجزيرة شبه مؤكد أنها شكلت جزءًا من الجسر البري المستخدم لاستيطان أستراليا وغينيا الجديدة بما لا يقل عن 40000 قبل الميلاد. لا يوجد دليل على وصول الإنسان المنتصب إلى سولاويسي. تم اكتشاف الأدوات الحجرية الخام لأول مرة في عام 1947 على الضفة اليمنى لنهر ولاناي في بارو (الآن جزء من ريجنسي العظام)، والتي يعتقد أنها تعود إلى العصر الجليدي على أساس ارتباطها بحفريات الفقاريات، ربما يعود تاريخه إلى 50000 قبل الميلاد.
باتباع نموذج بيتر بيلوود للهجرة جنوبًا للمزارعين الناطقين باللغة الأسترونيزية، تشير تواريخ الكربون المشع من الكهوف في ماروس إلى تاريخ في منتصف الألفية الثانية قبل الميلاد لوصول مجموعة من شرق بورنيو تتحدث لغة بروتو جنوب سولاويسي. ربما كانت التسوية الأولية حول مصب نهر سعدان، على الساحل الشمالي الغربي لشبه الجزيرة، على الرغم من اقتراح الساحل الجنوبي أيضًا.
أدت الهجرات اللاحقة عبر المناظر الطبيعية الجبلية إلى العزلة الجغرافية للمتحدثين بلغة بروتو جنوب سولاويسي وتطور لغاتهم إلى العائلات الثماني من مجموعة لغة جنوب سولاويسي. إذا كان من الممكن القول بأن لكل مجموعة وطنًا، فإن موطن عائلة بوقس وهي المجموعة الأكثر عددًا اليوم كانت حول بحيرتي تمبي وسيدنرينج في منخفض واليني. عاش هنا لمدة 2000 عام المجموعة اللغوية التي ستصبح بوغيس الحديثة. الاسم القديم لهذه المجموعة (المحفوظة في اللغات المحلية الأخرى). على الرغم من حقيقة أنهم اليوم مرتبطون ارتباطًا وثيقًا بالماكاساريين، فإن أقرب الجيران اللغويين لبوجيس هم التوراجا.
فقد تكهنوا بأن الأمن الشخصي سيكون مهملاً وأن مطاردة الرأس ممارسة ثقافية ثابتة. كان الاقتصاد السياسي في فترة ما قبل 1200 بوقس منظمًا على الأرجح في مشيخات. تكهن بعض علماء الأنثروبولوجيا بأن هذه المشيخات كانت ستقاتل، وفي أوقات السلم، تتبادل النساء مع بعضهن البعض. لقد كان فولد مزيجًا من الصيد والتجمع والزراعة المتغيرة. قد تكون الزراعة المضاربة للأرز الرطب قد حدثت على طول هوامش البحيرات والأنهار.
يوجد في وسط سولاويسي أكثر من 400 مغليث من الجرانيت، والتي يرجع تاريخها إلى العديد من الدراسات الأثرية من 3000 قبل الميلاد إلى 1300 بعد الميلاد. وهي تختلف في الحجم من بضعة سنتيمترات إلى حوالي 4.5 متر (15 قدم). الغرض الأصلي من المغليث غير معروف. يمثل حوالي 30 من المغليث أشكالًا بشرية. توجد مغليثات أخرى في شكل أواني كبيرة (كالامبا) وألواح حجرية (توتونا).
في أكتوبر 2014، أُعلن أن لوحات الكهوف في ماروس قد تم تأريخها بحوالي 40 ألف عام. كان عمر إحدى اليد 39900 عام، مما جعلها أقدم استنسل يدوي في العالم. قال الدكتور ماكسيم أوبير، من جامعة جريفيث في كوينزلاند، أستراليا، إن الحد الأدنى لسن الأوتلي في كهف بيتاكيري في ماروس، وأضاف: «بجانبه يوجد خنزير لا يقل عمره عن 35400 عام، وهذا واحد من أقدم الصور التصويرية في العالم، إن لم تكن أقدمها». في 11 ديسمبر 2019 ، أعلن فريق من الباحثين بقيادة الدكتور ماكسيم أوبيرت عن اكتشاف أقدم مشاهد صيد في فن ما قبل التاريخ في العالم والتي يزيد عمرها عن 44000 عام من كهف الحجر الجيري في لينج بولو سيبونج. حدد علماء الآثار عمر تصوير صيد الخنازير والجاموس بفضل الفشار، ومستويات النظائر المختلفة لليورانيوم المشع والثوريوم. في مارس 2020، عثر علماء الآثار في جامعة جريفيث على لوحين ' صغيرين من الحجر في كهف لينج بولو بيتو، يعود تاريخها إلى ما بين 26000 و 14000 عام مضت. بينما احتوت إحدى الأحجار على أنوا (جاموس الماء) وما قد يكون زهرة أو نجمة أو عينًا، صورت أخرى أشعة ضوئية فلكية.

## تاريخ

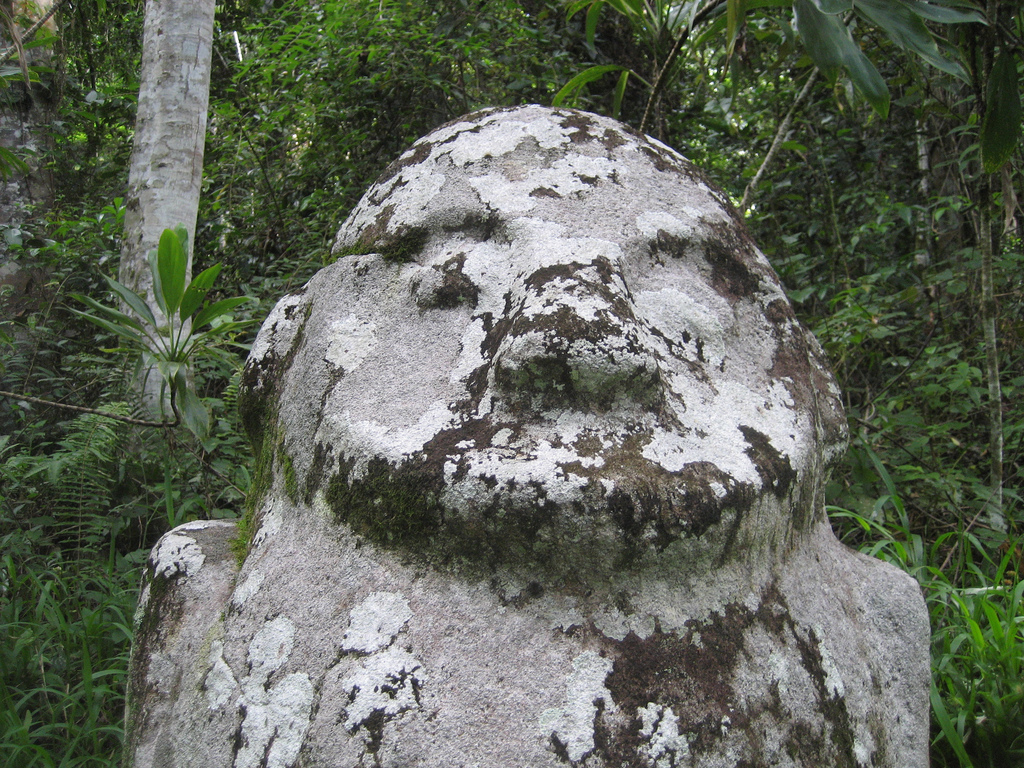
ميجاليث في وسط سولاويسي

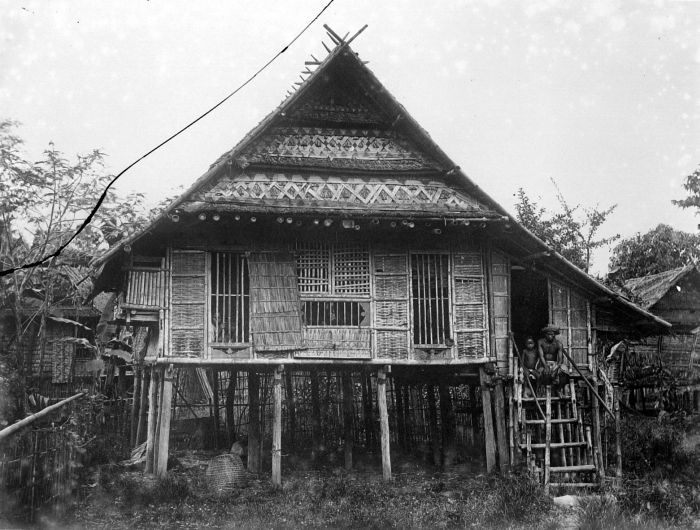
مسكن

تم اكتشاف تمثال برونز أمارافاتي في سيكندينغ، جنوب سولاويسي بالقرب من نهر الكرامة في عام 1921 والذي يرجع تاريخه إلى القرنين الثاني والسابع الميلادي من قبل بوش (1933) في عام 1975، تم اكتشاف تماثيل بوذية صغيرة محلية الصنع من القرن العاشر إلى الحادي عشر في بونتهارو، في جزيرة سيلايرو، جنوب سولاويسي.
ابتداءً من القرن الثالث عشر، بدأ الوصول إلى السلع التجارية المرموقة ومصادر الحديد في تغيير الأنماط الثقافية القديمة والسماح للأفراد الطموحين ببناء وحدات سياسية أكبر. من غير المعروف سبب ظهور هذين المكونين معًا؛ ربما كان أحدهما نتاج الآخر.
في عام 1367، تم ذكر العديد من الأنظمة السياسية المحددة الموجودة على الجزيرة في المخطوطة الجاوية ناجاراكريتاجاما المؤرخة من فترة ماجاباهيت. ذكر كانتو 14 كيانات سياسية بما في ذلك جوا، ماكاسار، لوو وبانجاي. يبدو أنه بحلول القرن الرابع عشر، تم ربط الأنظمة السياسية في الجزيرة بشبكة تجارة بحرية أرخبيلية، تتمركز في ميناء ماجاباهيت في جاوة الشرقية. بحلول عام 1400، نشأ عدد من الإمارات الزراعية الناشئة في غرب وادي سينرانا، وكذلك على الساحل الجنوبي وعلى الساحل الغربي بالقرب من باريبار الحديثة.
كان أول الأوروبيين الذين زاروا الجزيرة (التي اعتقدوا أنها أرخبيل بسبب شكلها الملتوي) هم البحارة البرتغاليون سيماو دي أبرو، في عام 1523، وغوميز دي سكويرا (من بين آخرين) في عام 1525، الذين تم إرسالهم من جزر الملوك بحثًا عن

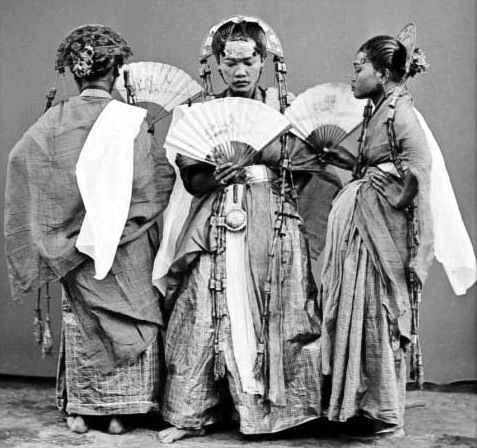
راقصو "Padjogé" في ماروس، سولاوسزي، في سبعينيات القرن التاسع عشر

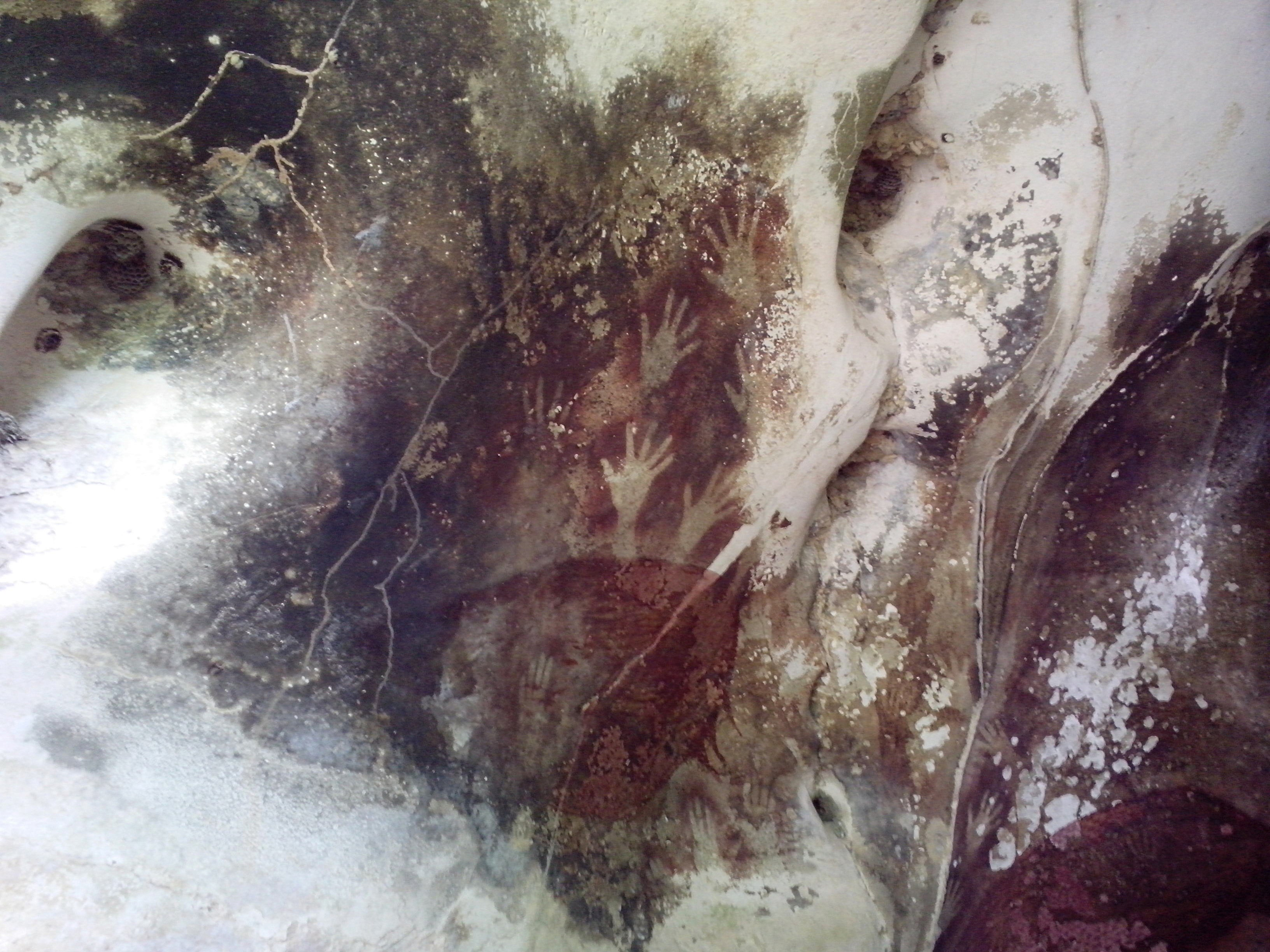
الإستنسل اليدوي في كهف بيتاكير في ماروس

الذهب الذي اشتهرت الجزر بإنتاجه. تم تركيب قاعدة برتغالية في ماكاسار في العقود الأولى من القرن السادس عشر، واستمرت حتى عام 1665، عندما استولى عليها الهولنديون. وصل الهولنديون إلى سولاويسي عام 1605 وتبعهم الإنجليز سريعًا، حيث أسسوا مصنعًا في ماكاسار. منذ عام 1660، كان الهولنديون في حالة حرب مع جوا، القوة الرئيسية للساحل الغربي في ماكاسار. في عام 1669، أجبر الأدميرال سبيلمان الحاكم سلطان حسن الدين على توقيع معاهدة بونغايا التي سلمت السيطرة على التجارة لشركة الهند الشرقية الهولندية. تم مساعدة الهولنديين في غزوهم من قبل أمير الحرب بوجيس أرونج بالاكا، حاكم مملكة بوجيس في العظام. بنى الهولنديون حصنًا في أوجونج باندانج، بينما أصبح أرونج بالاكا الحاكم الإقليمي و Bone المملكة المهيمنة. يبدو أن التطور السياسي والثقافي قد تباطأ نتيجة للوضع الراهن.
في عام 1905، أصبحت الجزيرة بأكملها جزءًا من مستعمرة الدولة الهولندية في جزر الهند الشرقية الهولندية حتى الاحتلال الياباني في الحرب العالمية الثانية. خلال الثورة الوطنية الإندونيسية، قاد الكابتن الهولندي «تورك» ويسترلينغ حملات قتل فيها المئات وربما الآلاف خلال حملة جنوب سولاويسي. بعد نقل السيادة في ديسمبر 1949، أصبحت سولاوسي جزءًا من الولايات المتحدة الفيدرالية في إندونيسيا، والتي أصبحت في عام 1950 جزءًا من جمهورية إندونيسيا الموحدة.

### وسط سولاوسي
تردد أن البرتغاليين لديهم حصن في باريجي عام 1555. كانت كايلي مجموعة مهمة مقرها في وادي بالو وترتبط بتوراجا. العلماء متعلقون[بحاجة لمصدر] أن سيطرتهم قد تأثرت تحت حكم تيرنات وماكاسار، لكن ربما كان هذا قرارًا من قبل

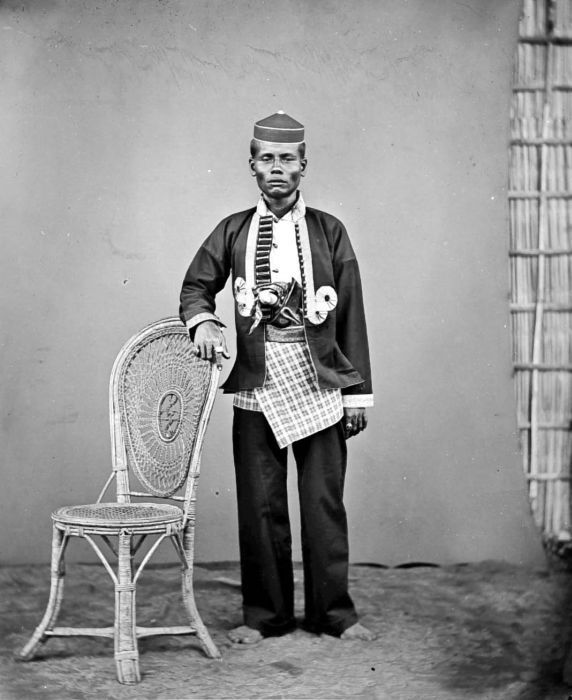
الزعيم المحلي (1872)

الهولنديين لمنح أتباعهم فرصة لحكم مجموعة صعبة. علق بادبروج على أنه في القرن الثامن عشر الميلادي كانت أعداد كايلي كبيرة ومجتمعًا متشددًا للغاية. في الخمسينيات من القرن التاسع عشر اندلعت حرب بين مجموعات كايلي، بما في ذلك بناوة، والتي قرر الهولنديون التدخل فيها. صراع معقد يشمل أيضًا قراصنة جزيرة سولو وربما ويندهام (تاجر بريطاني علق على تورطه في التعامل بالأسلحة إلى المنطقة في هذه الفترة والتسبب في خلاف).
في أواخر القرن التاسع عشر، سافر ساراسين عبر وادي بالو كجزء من مبادرة كبرى لإخضاع كايلي للحكم الهولندي. تم التقاط بعض الصور المدهشة والمثيرة للاهتمام لشامان يُدعى تادولاكو. دخلت المزيد من الإرساليات الدينية المسيحية إلى

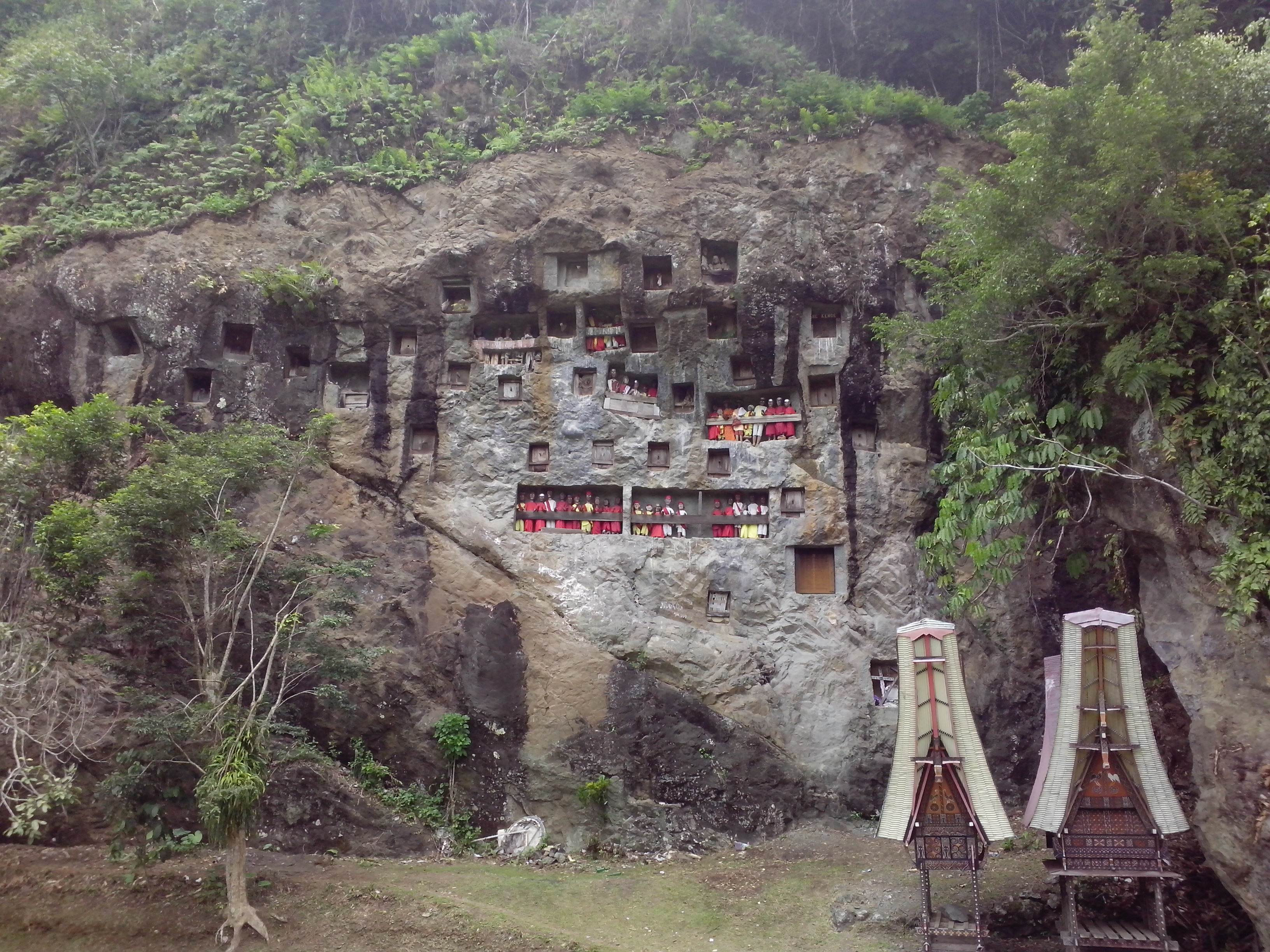
موقع دفن توراجا. يمكن رؤية الخاص بك تاو، التمثال الذي يمثل الأشخاص المدفونين ، في منافذ على الجرف.

المنطقة لإجراء واحدة من أكثر الدراسات الإثنوغرافية تفصيلاً في أوائل القرن العشرين. درس سويدي اسمه والتر كاودرن لاحقًا الكثير من الأدبيات وأنتج توليفة. أنتج إرسكين داونز في الخمسينيات من القرن الماضي ملخصًا لعمل كرويتس وأندريانيس: دين توراجا باري يتحدث عن وسط سيليبس، وهو أمر لا يقدر بثمن بالنسبة للباحثين الناطقين باللغة الإنجليزية. من أحدث المنشورات عندما تُترك العظام، وهي دراسة للثقافة المادية في وسط سولاويسي. تقديم تحليل شامل. تستحق الدراسة أيضًا الأعمال الرائعة لمونيغ أتكينسون على شامان وانا الذين يعيشون في منطقة موري.

## تعداد السكان
Population of Sulawesi by province (2019) 
بلغ تعداد السكان لعام 2000 في مقاطعات سولاويسي 14.946.488، أي حوالي 7.25% من إجمالي سكان إندونيسيا. بحلول تعداد عام 2010، بلغ الإجمالي 17371782، وآخر تقدير رسمي (لشهر يوليو 2019) هو 19.573.800. أكبر مدينة هي ماكاسار.

### دين
الإسلام هو دين الأغلبية في سولاويسي. حدث تحول الأراضي المنخفضة في شبه الجزيرة الجنوبية الغربية (جنوب سولاويسي) إلى الإسلام في أوائل القرن السابع عشر. كانت مملكة لوو في خليج العظام أول من اعتنق الإسلام في فبراير 1605؛ تبعتها مملكة ماكاسار في جوا طالوق، المتمركزة في مدينة ماكاسار الحديثة، في سبتمبر. ومع ذلك، تحولت شعوب جورونتالو ومونغوندو في شبه الجزيرة الشمالية إلى الإسلام إلى حد كبير فقط في القرن التاسع عشر. معظم المسلمين هم من السنة.
يشكل المسيحيون أقلية كبيرة في الجزيرة. وفقًا لعالم الديموغرافيا توبي أليس فولكمان، 17% من سكان سولاويسي بروتستانت وأقل من 2% من الروم الكاثوليك. يتركز المسيحيون في طرف شبه الجزيرة الشمالية حول مدينة مانادو، التي يسكنها ميناهاسا، وهم شعب يغلب عليه البروتستانت، وأقصى شمال جزر سنجير وتالود. اعتنق شعب توراجا في تانا توراجا في وسط سولاويسي المسيحية إلى حد كبير منذ استقلال إندونيسيا. هناك أيضًا أعداد كبيرة من المسيحيين حول بحيرة بوسو في وسط سولاويسي، بين الشعوب الناطقة بلغة بامونا في وسط سولاويسي، وبالقرب من ماماسا.
على الرغم من أن معظم الناس يعتبرون أنفسهم مسلمين أو مسيحيين، إلا أنهم غالبًا ما يشتركون في المعتقدات والآلهة المحلية أيضًا. ليس من غير المألوف لكلا المجموعتين تقديم القرابين للآلهة المحلية، والآلهة، والأرواح.
توجد أيضًا مجتمعات أصغر من البوذيين والهندوس في سولاويسي، عادةً بين المجتمعات الصينية والبالية والهندية.

## الاقتصاد
يتركز اقتصاد سولاويسي بشكل كبير حول الزراعة وصيد الأسماك والتعدين والغابات.

## الإدارة
كانت الجزيرة تدار كمقاطعة واحدة بين عامي 1945 و1960. واليوم، تم تقسيمها إلى ست مقاطعات: غورونتالو، وغرب سولاويسي، وسولاوسي الجنوبية، وسولاويسي الوسطى، وسولاوسي الجنوبية الشرقية، وسلاوسي الشمالية. من بين هذه المقاطعات، أحدث المقاطعات هي غرب سولاوسي، التي تأسست في عام 2004. أكبر المدن في الجزيرة هي عواصم المقاطعات ماكاسار ومانادو وبالو وكنداري وغورونتالو.
| المحافظة                 | منطقة في كم2 | تعداد السكان (2010) | تعداد السكان (2019 تقدير) | كثافة لكل كيلومتر مربع 2 (2019) |
| ------------------------ | ------------ | ------------------- | ------------------------- | ------------------------------- |
| سولاوسي الجنوبية         | 46.717.48    | 8.034.776           | 8.819.500                 | 188.8                           |
| غرب سولاوسي              | 16.787.18    | 1.158.651           | 1.359.200                 | 81.0                            |
| سولاوسي الوسطى           | 61.841.29    | 2.635.009           | 3.042.100                 | 49.2                            |
| سولاوسي الجنوبية الشرقية | 38.067.70    | 2.232.586           | 2.663.700                 | 70.0                            |
| غورونتالو (مدينة)        | 11.257.07    | 1.040.164           | 1.176.400                 | 104.5                           |
| سولاوسي الشمالية         | 13.851.64    | 2.270.596           | 2.512.900                 | 181.4                           |
| توتال سولاوسي            | 188.522.36   | 17.371.782          | 19.573.800                | 103.8                           |

| مدينة             | المقاطعة التي تحتوي على المدينة | السكان (تعداد 2010) | السكان (2015 تعداد) |
| ----------------- | ------------------------------- | ------------------- | ------------------- |
| ماكاسار           | جنوب سولاوسي                    | 1.339.374           | 1.447.677           |
| مانادو            | شمال سولاوسي                    | 410.481             | 425.420             |
| بالو              | وسط سولاويزي                    | 336.532             | 367.600             |
| كنداري            | جنوب شرق سولاويزي               | 289.966             | 346.500             |
| بيتونج            | شمال سولاويزي                   | 187.652             | 205.379             |
| غورونتالو (مدينة) | غورونتالو                       | 180.127             | 201.858             |
| بالوبو            | جنوب سولاوسي                    | 147.932             | 168.452             |
| باوباو            | جنوب شرق سولاوسي                | 136.991             | 154.470             |
| باريباري          | جنوب سولاويزي                   | 129.262             | 138.604             |
| كوتاموباغو        | شمال سولاوسي                    | 107.459             | 119.277             |
| توموهون           | شمال سولاويزي                   | 91.553              | 100.193             |

## النباتات والحيوانات

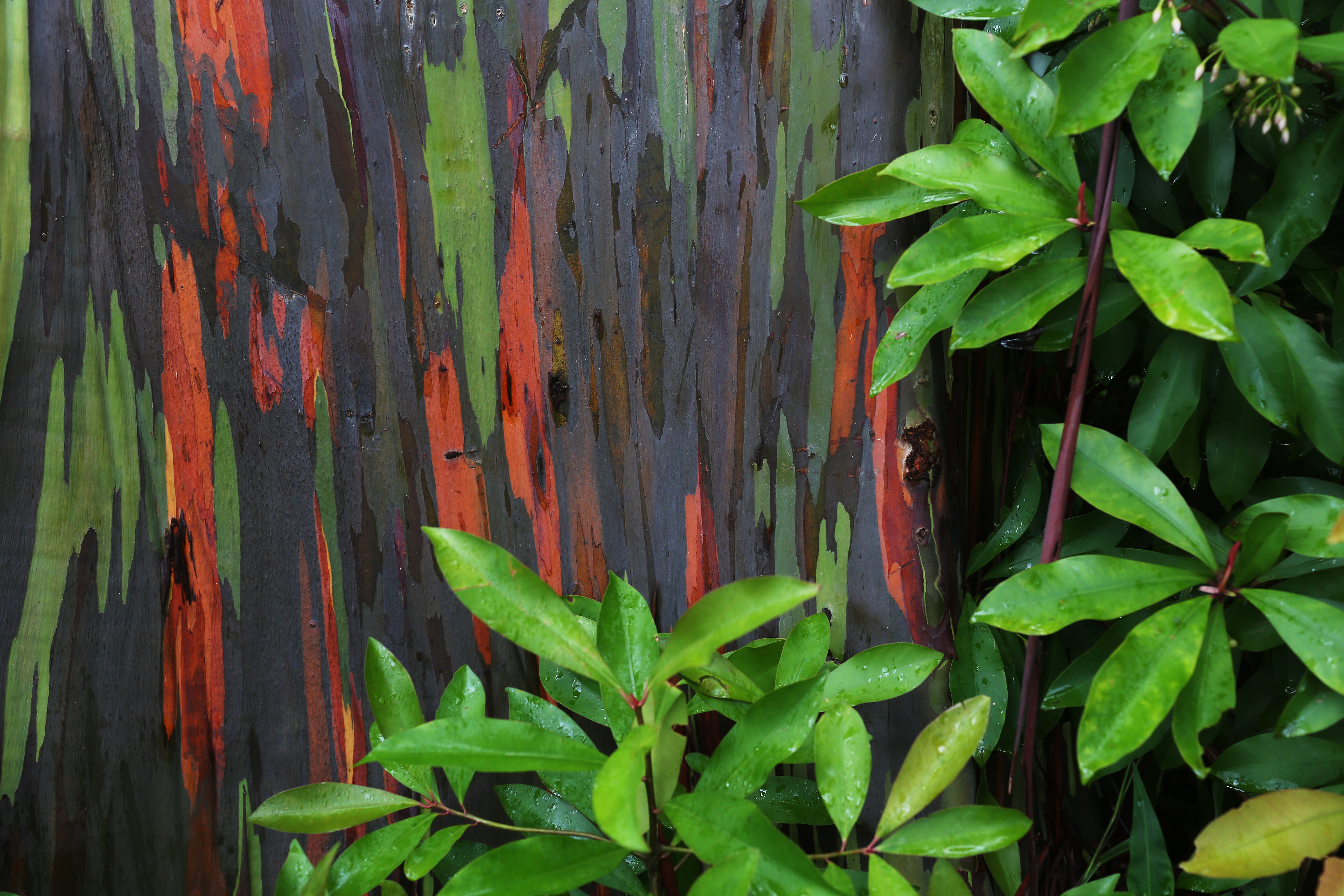
لحاء الأوكالبتوس ديجلوبتا الملون

سولاوسي هي جزء من والاسيا، مما يعني أن لديها مزيجًا من الأنواع الهندومالية والأسترالية التي وصلت إلى الجزيرة عن طريق عبور حواجز المحيطات العميقة. تشتمل النباتات على نوع واحد من نبات الكينا الأصلي، وهو أوكالبتوس ديجلوبتا. هناك 8 حدائق وطنية في الجزيرة، 4 منها بحرية. المتنزهات التي تضم أكبر منطقة أرضية هي بوغاني ناني وارتابون بمساحة 2871 كيلومتر مربع ومتنزه لور ليندو الوطني بمساحة 2.290 كيلومتر مربع. تم اقتراح حديقة بوناكين الوطنية، التي تحمي النظام البيئي المرجاني الغني، كموقع تراث عالمي لليونسكو.

### الثدييات

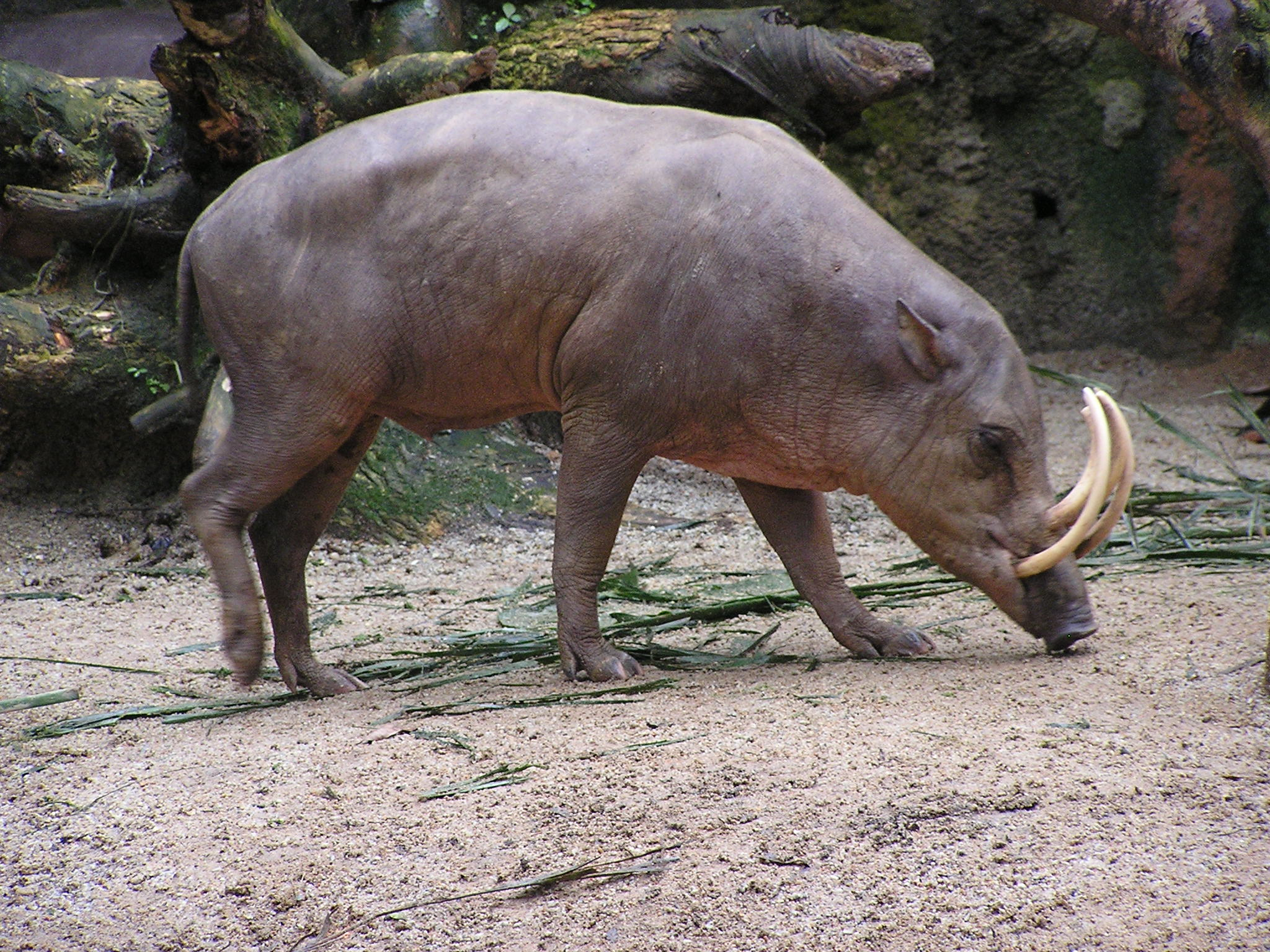
بابيروسا شمال سولاويسي مستوطن في سولاويسي.

في وقت مبكر من العصر الجليدي، كان لسولاوسي فيل قزم وشكل قزم من ستيغودون (أحد أقارب الفيل، S. Sompoensis) في وقت لاحق تم استبدال كلاهما بأشكال أكبر. السيد العملاق، سيليبوشويروس، كان موجودًا أيضًا في السابق. يُعتقد أن العديد من المهاجرين إلى سولاوسي وصلوا عبر الفلبين، بينما كانت سولاوسي بدورها بمثابة محطة طريق للمهاجرين إلى فلوريس. يتم التعرف على معدل دوران الحيوانات في العصر البليستوسيني، مع الإزاحة التنافسية للعديد من الأبراج الأصلية من خلال وصولها مؤخرًا ومن قبل سيليبوشويروس من قبل الحيوانات العاشبة متوسطة الحجم مثل بابيروسة وأنوا وسيليبس ثؤلولي خنزير.
.هناك 127 نوعًا معروفًا من الثدييات الأصلية الموجودة في سولاوسي. نسبة كبيرة، 62 % (79 نوعًا) مستوطنة مما يعني أنها لا توجد في أي مكان آخر في العالم. أكبرها نوعان منسالقزم والأنوا. الأنواع الأخرى من أرتيوداكتيل التي تعيش في سولاويزي هي الخنازير الثؤلولية والبابيروس، وهي خنازير ضالة. آكلة اللحوم الأصلية الوحيدة هي زباد النخيل سولاوسي (تم إدخال النخيل الآسيوي وقطط الزباد الماليزي). تشمل الرئيسيات الموجودة عددًا من الأنشطة الليلية (ماكاسار تارسير وتارسير ديان وأبصر طيفي غورسكي وتارسير جاتنا وأبخص والاس ولاريانج تارسير والأبراء القزم) بالإضافة إلى قرود المكاك النهارية (مكاك هيكي، ذو التمهيد، الأسود المتوج، مكاك مسود، مكاك مور، ومكاك تونكيني). في حين أن معظم ثدييات سولاوسي مشيمية ولها أقارب آسيويون، توجد أيضًا أنواع عديدة من الجرابيات الشجرية من أصل أسترالي (فلنجر دبي سولاوسي و Strigocuscus celebensis، وهي نهارية وليلية، على التوالي).
سولاوسي هي موطن لعدد كبير من أجناس القوارض المتوطنة. أجناس قوارض المريد المتوطنة في سولاوسي والجزر المجاورة مباشرة (مثل جزر توجيان وجزيرة بوتون وجزيرة مونا) هي بونوميز وإيكيوثريكس ومارجريتاميس وتيروميس وتاتومي بالإضافة إلى أجناس من النوع الواحد جرذ سولاوسي الناعم وهيورنوميس والجرذ الزبابة سولاوزين و Paucidentomys، فأر سولاويزي العملاق، سوميروميس ووايوميس شبه المائية. جميع سنجابيات التسعة من ثلاثة أجناس متوطنة، Hyosciurus Prosciurillus والسنجاب ذو البطن الأحمر.